# Swanton (Vermont)
Swanton è un comune degli Stati Uniti d'America, situato nello Stato del Vermont e in particolare nella contea di Franklin.